# Оркина, Зинаида Георгиевна
Зинаида Георгиевна О́ркина (1915—1962) — советский специалист по нефтепереработке.

## Биография
Окончила Грозненский нефтяной институт (1939).
В 1939—1958 научный сотрудник ГрозНИИ, с 1943 года зав. технологической лабораторией.
Ближайшая помощница Б. К. Америка, участница создания системы советского каталитического крекинга (опытно-промышленная установка 43-1 каталитического крекинга с подвижным шариковым катализатором).
Брат — Оркин, Кузьма Георгиевич.

## Награды и премии
- Сталинская премия первой степени (1948) — за коренное усовершенствование методов получения нефтепродуктов, обеспечившее значительное расширение ресурсов высококачественных бензинов